# Virtual Circuit Identifier
 (septembre 2023).
Si vous disposez d'ouvrages ou d'articles de référence ou si vous connaissez des sites web de qualité traitant du thème abordé ici, merci de compléter l'article en donnant les références utiles à sa vérifiabilité et en les liant à la section « Notes et références ».
 (septembre 2023).
Virtual Circuit Identifier (VCI) est un identifiant de 16 bits dans l'entête des cellules Asynchronous Transfer Mode (ATM). Le VCI, avec le Virtual Path Identifier (VPI) est utilisé pour identifier le circuit et la destination suivante de la cellule à travers les switches ATM vers la destination. 
Les switches ATM utilisent le champ VPI/VCI pour identifier le Virtual Channel Link (VCL). La fonction du VCI est similaire au data link connection identifier (DLCI) en frame relay ou le  Logical Channel Number et Logical Channel Group Number en X.25, en leur faisant utiliser le même chemin.